# Horcajo de los Montes
Horcajo de los Montes ist eine Gemeinde mit 795 Einwohnern (Stand: 2024) in der spanischen Provinz Ciudad Real der Autonomen Region Kastilien-La Mancha. 

## Lage
Horcajo de los Montes befindet sich etwa 75 Kilometer nordnordwestlich von Ciudad Real in einer Höhe von ca. 780 m. Ein größerer Teil im Osten der Gemeinde gehört zum Parque nacional de Cabañeros.

## Bevölkerungsentwicklung
| Jahr      | 1970 | 1981 | 1991 | 2001 | 2011 | 2021 |
| Einwohner | 1441 | 1264 | 1078 | 1012 | 972  | 879  |

## Sehenswürdigkeiten

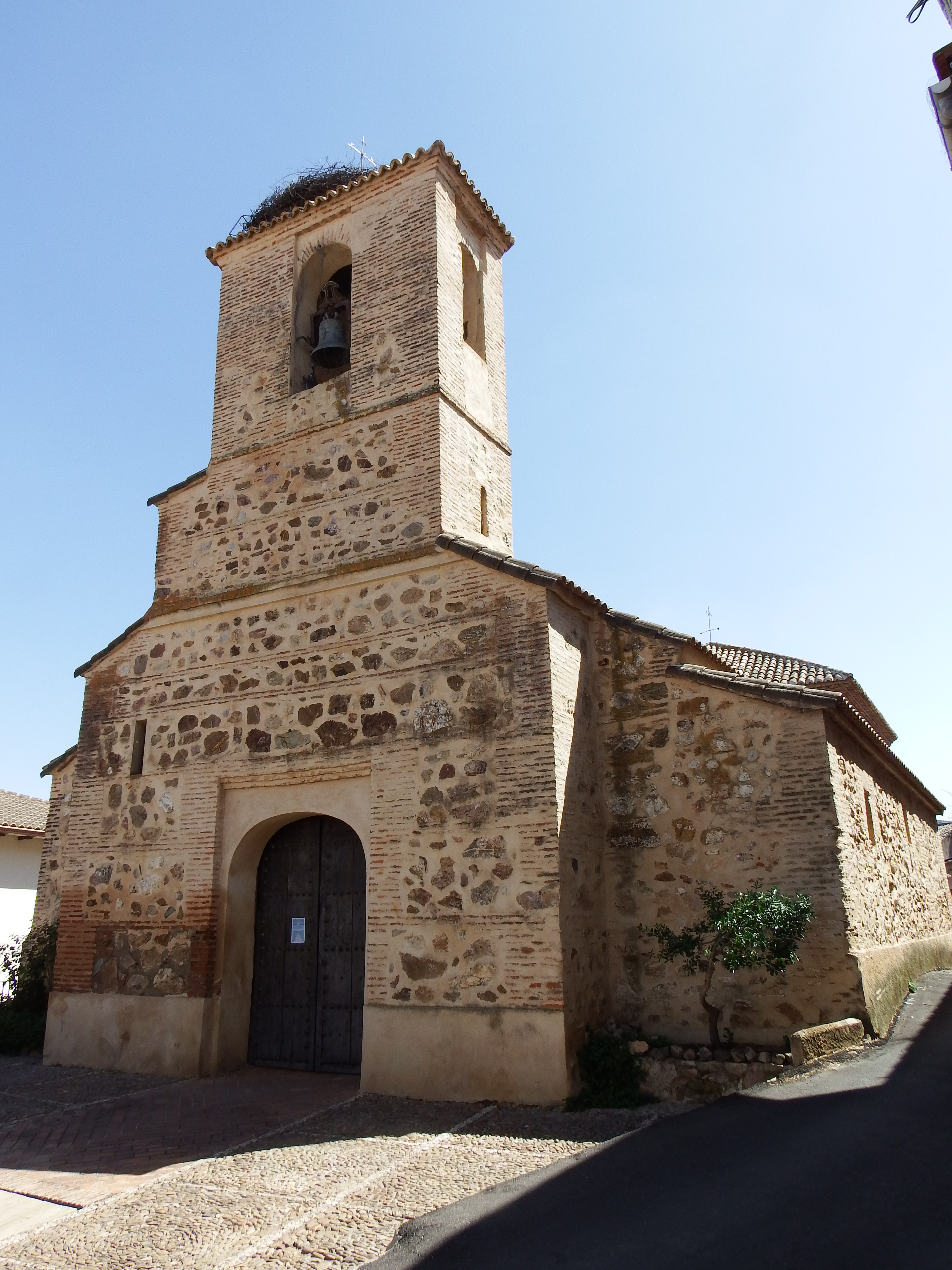
Antoniuskirche
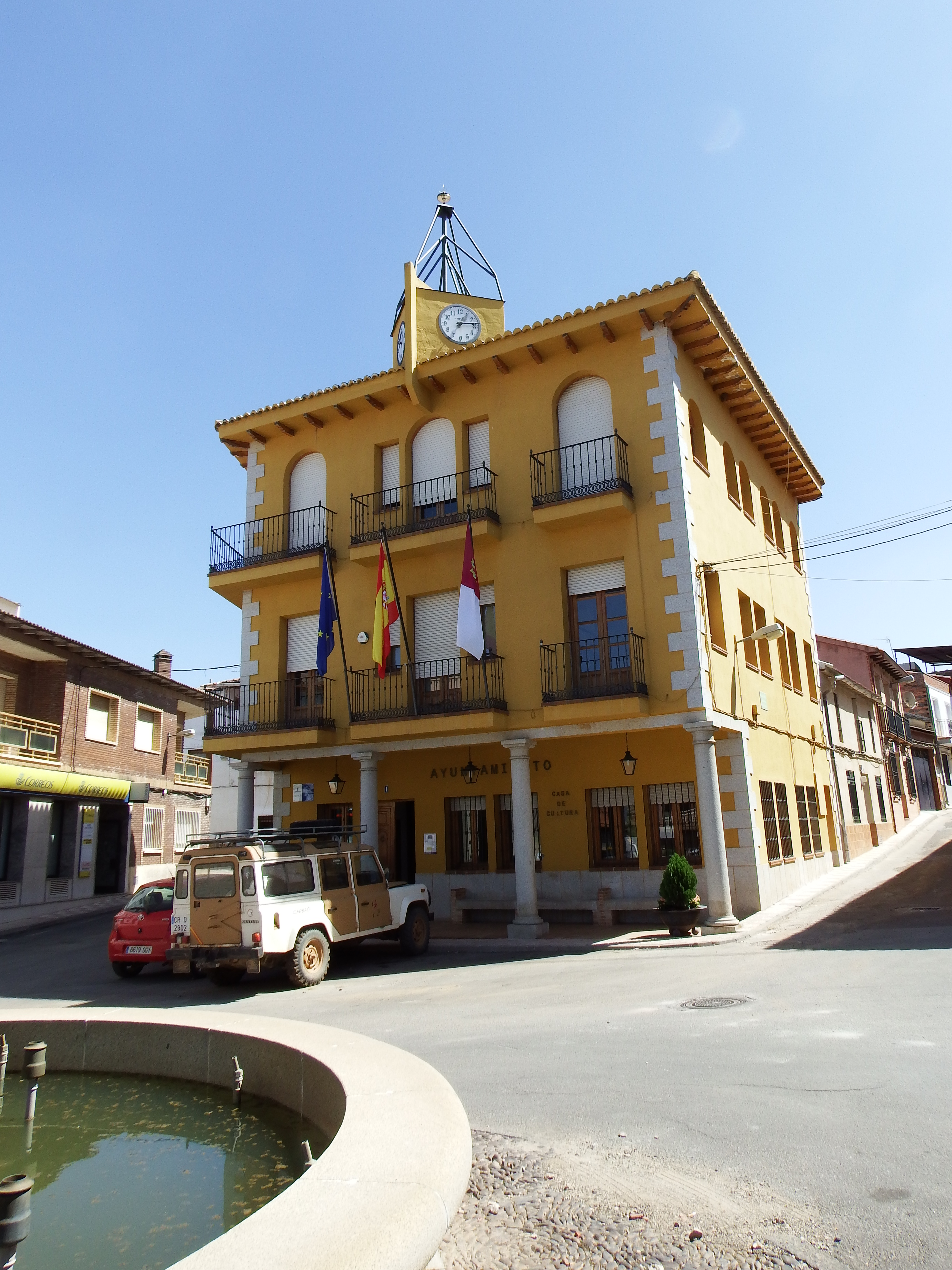
Rathaus

- Marienkapelle
- Museum

- Antoniuskirche
- Rathaus